# Robo de madera en Chile
El robo de madera es una actividad penada por ley como delito tipificado que afecta al sector forestal chileno, específicamente a la industria maderera, en todos sus segmentos y en diferentes dimensiones de ésta. La actividad ilícita consiste principalmente en la tala ilegal de árboles con una alta demanda o valor comercial desde predios dedicados a la silvicultura, especialmente en la Macrozona Sur y Zona Austral del país. Tanto el modus operandi como quienes cometen estos delitos son de origen heterogéneo: desde individuos que actúan prácticamente en solitario, robando en pequeñas cantidades, hasta verdaderas organizaciones criminales que diversifican su proceder a fin de no ser descubiertos, tal como una mafia, formando parte de un entramado complejo que al mismo tiempo, se ha podido determinar nexos con casos de corrupción en Chile.

## Antecedentes

### Tráfico y blanqueo de madera
Tanto las policías chilenas (Carabineros de Chile y la Policía de Investigaciones de Chile, PDI), como también el Servicio de Impuestos Internos (SII) y la Corporación Nacional Forestal (Conaf) tienen la facultad de fiscalizar a los camiones cargados con madera, de manera conjunta y por separado. Para ello, es obligatorio que los conductores porten la documentación establecida por ley para el transporte de este tipo de cargamento, como la guía de despacho, documento que precisa el origen y detalle de la carga. Se le denomina como «blanqueo de madera» a la falsificación de los documentos que acreditan la procedencia y legalidad de la tala de una carga de madera en troza, burlando de esta manera incluso los controles y fiscalizaciones de las autoridades. Para evitar esta situación, dicha documentación comenzó a ser emitida por el SII de manera electrónica, ayudando del mismo modo a facilitar los procedimientos fiscalizatorios y en concordancia a las políticas de gobierno electrónico impulsadas por las autoridades chilenas.
De acuerdo a InSight Crime, fundación que ha hecho estudios y análisis a este delito en toda América Latina, las dos especies introducidas más robadas en territorio chileno son las de eucalipto (Eucalyptus globulus) y pino (Pinus radiata).

### Tala ilegal de bosque nativo
Históricamente, si bien la tala de bosque nativo es una actividad penada como una infracción a la legislación forestal chilena, ha sido una práctica común, en especial desde la Región del Maule hacia el sur del territorio nacional continental. De acuerdo a un reporte emitido por la Corporación Nacional Forestal (CONAF), entre 2013 y 2019, fueron contabilizadas 10.668 hectáreas plantadas con árboles de tipo endémicos de la flora de Chile y que fueron arrasadas por tala no autorizada. Debido a su alto valor en el mercado negro maderero nacional e internacional, especies como el alerce (Fitzroya cupressoides), la araucaria araucana, la lenga y el ciprés de las Guaitecas (Pilgerodendron uviferum) son altamente cotizados por los traficantes de madera. Con el fin de protegerlas y evitar su extinción, algunas de estas especies nativas han sido declaradas por las autoridades pertinentes, en el caso chileno a través del Ministerio de Agricultura, como Monumentos Naturales de Chile.

## Tipificación del delito
Debido principalmente a la vinculación de estas causas delictuales con los hechos de violencia en la Macrozona Sur, particularmente en lo referido a los enfrentamientos en la Araucanía iniciados en 2020, que a su vez dieron origen a múltiples acusaciones y conjeturas respecto a las autorías de los robos y hurtos, fue enviado un proyecto de ley al Congreso Nacional en diciembre de 2020, durante el segundo gobierno de Sebastián Piñera, con el objeto de tipificar explícitamente dentro del Código Penal de Chile el robo y hurto de madera en troza, creando así un marco sancionatorio a esta actividad ilegal que evite la impunidad por vacíos legales. Anteriormente a esto, los imputados por estos crímenes eran sentenciados siguiendo el procedimiento judicial chileno por los delitos de robo o hurto, según corresponda, pudiendo imputarse otros delitos como el de asociación ilícita, porte ilegal de armas y otros cargos de acuerdo a lo estipulado dentro del ordenamiento jurídico nacional. Dicho proyecto de ley, cuya autoría fue patrocinada por la diputada María Nora Cuevas (UDI), en compañía de otros nueve parlamentarios chilenos, siguiendo su tramitación legislativa hasta convertirse en la Ley N° 21.488 el 22 de septiembre de 2022, cuando fue finalmente publicada en el Diario Oficial de Chile.